# Jat Airways
Jat Airways je bivši nacionalni avio-prijevoznik Srbije i bivša nacionalna avio-kompanija Jugoslavije. Sjedište aviokompanije bilo je u Beogradu, a operativna baza na Zračnoj luci Nikola Tesla. Jat Airways je letio na 38 destinacija u 28 zemalja. Dana 26. listopada 2013. prestaje postojati i Srbija potpisujući ugovor s Ettihad kompanijom dobiva novu avio kompaniju Air Serbia.
Jat Airways osnovan je 17. lipnja 1927. kao Aeroput. Ime je promijenjeno 1. travnja 1947. u Jugoslavenski Aerotransport (JAT) a od 8. kolovoza 2003. kompanija je nosila ime Jat Airways.

## Povijesni razvoj
Prva domaća zračna linija između Beograda i Zagreba uspostavljena je 15. veljače 1928. avionom Potez-29. Već 1931. Aeroput leti i na prvoj međunarodni liniji za Beč a kasnije se, pored povećanja broja domaćih linija, let do Skopja produžuje prema Solunu. Do 1941. Aeroput je u svoju flotu uvodio sve suvremenije avione, a mrežu međunarodnih linija proširio je prema Grazu, Pragu, Milanu, Budimpešti, Sofiji i Tirani.
Poslije 2. svjetskog rata JAT je uspostavio linije s avionima DC-3 i Ju-52. Kasnije su za dugolinijski promet nabavljeni avioni DC-6 i CV-330/440. Godine 1963. u flotu je uvedena Karavela, prvi putnički zrakoplov s mlaznim motorima. Iste godine u flotu JAT-a stigao je i prvi od 16 naručenih Douglas DC-9. Prva 2 od 9 naručenih Boeinga 727-200 kompanija je zaprimila 1974. godine.
Dugolinijski promet za Ameriku, Australiju i Daleki Istok je obavljao Boeing 707 koji je u flotu uveden 1970. godine dok je prvi širokotrupni avion DC-10 stigao 1978. godine. Godine 1985. JAT je bio prva kompanija u Europi koja je kupila u to vrijeme najmodernije avione Boeing 737-300. Tijekom tih godina kompanija je prevozila pet milijuna putnika godišnje i letjela za 80 destinacija na pet kontinenata.
Nakon raspada SFRJ JAT je obustavio sav međunarodni promet. U tom razdoblju letjele su se samo domaće linije u SR Jugoslaviji. U listopadu 1994. godine JAT je obnovio svoj međunarodni promet a zrakoplovi su dobili novi izgled. Kompanija je 1998. naručila 8 novih Airbusa A319. Isporuka je prvobitno ugovorena za lipanj 2000. ali je odgođena na neodređeno vrijeme. JAT je pokušavao otkazati tu narudžbu i umjesto A319 kupiti Boeing 737 NG avione, iako je Airbus i dalje u opciji, ali najkraća A318 inačica.
JAT je prodao posljednji DC 10-30 (YU-AMB) 24. lipnja 2005. godine. Kompanija već nekoliko godina izlazila u javnost s planovima za obnovu dugolinijskog prometa prema Sjevernoj Americi (Montreal, New York, Toronto, Chicago) s dva iznajmljena Boeinga 767-200ER ali se ti planovi nisu ostvarili. Obnovljena linija za New York zajedno s Uzbekistan Airwaysom prometovala je 2003. i 2004., ali je radi izostanka očekivanih rezultata linija otkazana.